# 文書偽造の罪
文書偽造の罪（ぶんしょぎぞうのつみ）は、公文書や私文書の偽造に関する犯罪類型。講学上社会的法益に対する罪に分類される。文書偽造の罪の立法態様には形式主義と実質主義がある。

## 概説

### 偽造の定義
広義の偽造には有形偽造と無形偽造がある。なお、有形変造は有形偽造に含められることがあり、この場合、有形偽造は狭義の有形偽造と有形変造に分けられる。
- 有形偽造
  - 有形偽造（狭義の有形偽造）

通常、偽造とは有形偽造のことを指し、権限のないまま他人名義の文書を作成することをいう[2]。文書の名義人と作成者との間の人格の同一性を偽って文書を作成することと言い換えることもできる（最決平成5年10月5日刑集47巻8号7頁）。有形偽造により作出された文書を不真正文書もしくは偽造文書という[2]。以下、単に「偽造」という場合は有形偽造を指す。
  - 有形変造

真正に成立した文書に対して変更を加えることをいう[2]。なお、権限のない者による場合を有形変造といい、権限のある者による場合は無形変造という。変造は預金通帳の預入れ年月日だけを改ざんした場合など、本質的でない部分を改変する場合に限られる。本質的部分を改変した場合は、新たな文書を作成したのと同じであるから、偽造となる。
- 無形偽造（虚偽文書の作成）
  - 無形偽造とは文書の作成権限を有する者が虚偽の内容の文書を作成することをいう[2]。無形偽造により作出された文書を虚偽文書という[2]。

### 実質主義と形式主義
文書偽造の罪の立法態様には実質主義と形式主義がある。実質主義は無形偽造（虚偽文書の作成）の処罰、形式主義は有形偽造（他人名義の冒用）の処罰を中心に考える。

#### 実質主義
実質主義とは無形偽造の処罰を文書偽造の罪の原則とする立法をいう。実質主義では文書偽造の処罰根拠は内容虚偽の文書が証拠とされることは事実の真相を知ることを害する行為であるとする。
しかし、形式主義の観点からみると、作成者不明の文書は怪文書であって誰もその文書に記された内容の真偽を問題にするはずがないという指摘がある。文書の記載内容の真偽は文書の作成者に対する記載の意義の確認などの行為があって初めて判明する性質の問題であるとの指摘である。

#### 形式主義
形式主義とは有形偽造の処罰を文書偽造の罪の原則とする立法をいう。形式主義の根拠には帰属説と責任追及説がある。
帰属説とは、文書に存在する意思表示が名義人に帰属しないものは名義人による意思表示として用いることができない文書であり、そのような文書を不正に作出する行為を処罰するものであるとする。
責任追及説とは、文書の名義人と作成者が一致していないにもかかわらず一致していると誤解を与える文書が作出されると、その受取人には名義人から作成者を把握することができなくなり作成者に責任を追及することができなくなるため処罰するものであるとする。

### 文書の作成者
文書の作成者の意味については物体化説と精神性説がある。
物体化説（行為説・事実説）では、文書を物理的に作成した者が文書の作成者であるとする。しかし、物体化説によると乙が甲法人の代表者丙の依頼を受けて株券を印刷した場合、通常、株券には作成者の記載はないため名義人が存在しない文書になってしまい、株券など法人の印刷物が文書偽造罪による保護の客体に含まれないこととなる問題点がある。そのため物体化説はほとんど支持を得ていない。
精神性説（意思説・効果帰属説）では、精神的営為として文書に意思表示を固定化させた者が文書の作成者であるとする。精神性説では乙が甲法人の代表者丙の依頼を受けて株券を印刷した場合、その意思を表示させた甲法人が名義人であり、株券も文書偽造罪による保護の客体に含まれるとする。

## 日本法
日本法では刑法第17章「文書偽造の罪」に規定される犯罪類型をいい、次のものがある。
- 詔書偽造等の罪（154条）
- 公文書偽造等の罪（155条）
- 虚偽公文書作成等の罪（156条）
- 公正証書原本不実記載等の罪（157条）
- 偽造公文書行使等の罪（158条）
- 私文書偽造等の罪（159条）
- 虚偽診断書等作成罪（160条）
- 偽造私文書等行使罪（161条）
- 電磁的記録不正作出及び供用の罪（161条の2）

日本の刑法は公文書については形式主義と実質主義を併用し、私文書については形式主義をとっている。
なお、一部の犯罪については、他人の氏名や印影などを表示すると罪名の冒頭に「有印」の文字が加わる（「有印私文書偽造の罪」など）。

### 保護法益
文書偽造罪が処罰されるのは、文書には一般的に社会的信用性が認められるところ、これを保護することが社会生活上必要であるとの判断があるからである。従って、一般に文書といい難い場合であっても、文書の社会的信用性を保護するとの必要から文書とされることもあるし、およそ社会的信用性を害し得ない態様での偽造は処罰されない。

### 客体
文書
文字又はこれに代わる記号・符号を用いて、ある程度持続すべき状態において、意思又は観念を表示したものをいう。音声を録音したテープは文書に当たらない。ある程度の持続性があればよいので、黒板にチョークを用いて書かれた記載も文書に当たる。名刺、表札等は、意思・観念を表示しているとはいえないので、文書に当たらない。
文書は、意思・観念の表示であるから、その主体である名義人が存在することが必要である。およそ文書自体から名義人を特定することができない場合は、文書偽造罪は成立しない。ただし、名義人が実在することまでは必要なく、架空人名義であっても、一般的に人が実在すると誤信するのであれば、文書性を肯定してよい（最判昭和28年11月13日刑集7巻11号2096頁、最判昭和36年3月30日刑集15巻3号667頁）。
また、文書は原本に限らず、コピーもまた偽造罪の対象となる文書性を有するとされている（最判昭和51年4月30日刑集30巻3号453頁等）。これは、コピーであっても本罪の保護法益である「公共の信用」が害される場合がありうるためである。
図画
法学上は「とが」と発音する。上記にいう文書のうち、象形的符号を用いたものをいう。

### 犯罪類型

#### 詔書偽造等罪
詔書など特別な公文書の偽造等を内容とする犯罪類型である。法定刑が通常の類型の文書偽造等の罪よりも重い加重類型である。行使の目的で、御璽、国璽若しくは御名を使用して詔書その他の文書を偽造し、又は偽造した御璽、国璽若しくは御名を使用して詔書その他の文書を偽造した者は、無期又は3年以上の拘禁刑に処せられる（刑法154条1項）。また、御璽若しくは国璽を押し又は御名を署した詔書その他の文書を変造した者も、同様である（刑法154条2項）。

#### 公文書偽造等罪
通常の公文書の偽造・変造を内容とする犯罪類型である。
- 行使の目的で、公務所若しくは公務員の印章若しくは署名を使用して公務所若しくは公務員の作成すべき文書若しくは図画を偽造し、又は偽造した公務所若しくは公務員の印章若しくは署名を使用して公務所若しくは公務員の作成すべき文書若しくは図画を偽造した者は、1年以上10年以下の拘禁刑に処せられる（刑法155条1項）。
- また、公務所又は公務員が押印し又は署名した文書又は図画を変造した者も、同様である（刑法155条2項）。
- 公務所若しくは公務員の作成すべき文書若しくは図画を偽造し、又は公務所若しくは公務員が作成した文書若しくは図画を変造した者は、3年以下の拘禁刑又は20万円以下の罰金に処される（刑法155条3項）。

#### 虚偽公文書作成等罪
公文書の無形偽造を内容とする犯罪類型である。
- 公務員が、その職務に関し、行使の目的で、虚偽の文書若しくは図画を作成し、又は文書若しくは図画を変造したときは、印章又は署名の有無により区別して、刑法154条、155条の規定の例によって処罰される（刑法156条）。

公務員が犯罪の主体となる（身分犯）。非公務員が間接正犯によった場合では本罪は成立せず（最判昭和27年12月25日刑集6巻12号1387頁）、公正証書原本不実記載等罪の成立の可能性が問題となるに留まる。

#### 公正証書原本不実記載等罪
- 公務員に対し虚偽の申立てをして、登記簿、戸籍簿その他の権利若しくは義務に関する公正証書の原本に不実の記載をさせ、又は権利若しくは義務に関する公正証書の原本として用いられる電磁的記録に不実の記録をさせた者は、5年以下の拘禁刑又は50万円以下の罰金に処せられる（刑法157条1項）。
- 公務員に対し虚偽の申立てをして、免状、鑑札又は旅券に不実の記載をさせた者は、1年以下の拘禁刑又は20万円以下の罰金に処される（刑法157条2項）。
- 157条1項及び2項の罪については未遂も罰せられる（刑法157条3項）。

債務整理などの前に「財産隠し」のために不動産の所有権移転登記をする例があるが、このような場合は「不実記載」ではない。
不動産登記は「当事者たちから法に定める手続きに従った登記申請があった」ことを証明する制度であって登記内容が真実であることを証明する制度ではない。従ってどのような意図・悪意があろうとも、正当な当事者による登記は無形偽造と同じなので処罰対象とはならない。
もちろん、その意図・悪意が他人を騙す・差押えを免れる手段だと明らかになった時には、詐欺や競売入札妨害などの罪として処罰されるし、登記を信じて取引をした者は保護される。

#### 偽造公文書行使等罪
刑法第154条から157条までの文書若しくは図画を行使し、又は前条第一項の電磁的記録を公正証書の原本としての用に供した者は、その文書若しくは図画を偽造し、若しくは変造し、虚偽の文書若しくは図画を作成し、又は不実の記載若しくは記録をさせた者と同一の刑に処せられる（刑法158条1項）。未遂も罰せられる（刑法158条2項）。
文書偽造の罪における「行使」とは、偽造文書を真正な文書として（又は、虚偽文書を内容の真実な文書として）使用し、人にその内容を認識させ、又はこれを認識し得る状態に置くことをいう（最大判昭和44年6月18日刑集23巻7号950頁）。行使の方法に限定はなく、他人に交付する、提示する、閲覧に供するなどがある。

#### 私文書偽造等罪
一部の重要な私文書（権利義務に関する文書又は図画、事実証明に関する文書又は図画など）についての偽造、変造、行使を内容とする犯罪類型である。判例で問題になった私文書の例としては、借用書、交通事件原票（交通切符）中の供述書（違反者がサインをする部分は私文書の性質を有する）、入学試験の答案、無線従事者国家試験の答案（学科、実技）などがある。
- 行使の目的で、他人の印章若しくは署名を使用して権利、義務若しくは事実証明に関する文書若しくは図画を偽造し、又は偽造した他人の印章若しくは署名を使用して権利、義務若しくは事実証明に関する文書若しくは図画を偽造した者は、3月以上5年以下の拘禁刑に処される（刑法159条1項）。
- 他人が押印し又は署名した権利、義務又は事実証明に関する文書又は図画を変造した者も、同様である（刑法159条2項）。
- 刑法159条1項と2項に規定するもののほか、権利、義務又は事実証明に関する文書又は図画を偽造し、又は変造した者は、1年以下の拘禁刑又は10万円以下の罰金に処せられる（刑法159条3項）。

本人承諾の本人名義文書の偽造（無形偽造）も偽造罪になりうるとした様々な判例がある。
- 東地判平成10年8月19日 - 外国人3名が、日本人Xから名義使用の承諾を得て、写真のみ自己の写真を使用した旅券の発給申請をしたことは、外国人3名の私文書偽造行使罪にあたり、さらに日本人Xは同罪の共犯となる[8]。

- 最第2小判昭58年4月8日 -「交通事件原票中の供述書は、その文書の性質上、作成名義人以外の者がこれを作成することは法令上許されないものであつて、右供述書他人の名義で作成した場合は、あらかじめその他人の承諾を得ていたとしても、私文書偽造罪が成立する」。[9]

- 東高判昭55年10月22日 - 「作成名義人がその名義使用の権限を実際の作成者に与えることにより、作成名義人でない者の認識内容が文書に表示され、これを事実証明の用に供した効果が作成名義人に帰するようなことは、本来あってはならない性質の文書」の作成は名義人から承諾を得ていても、私文書偽造罪を構成する。

#### 虚偽診断書等作成罪
一般的に、虚偽私文書の作成（私文書の無形偽造）を処罰する規定は存在しない。ただし、私文書のうち、一定のものについてはその無形偽造を内容とする犯罪類型が規定されている。
- 医師が公務所に提出すべき診断書、検案書又は死亡証書に虚偽の記載をしたときは、3年以下の拘禁刑又は30万円以下の罰金に処せられる（刑法160条）。 医師が主体となる身分犯である。

#### 偽造私文書等行使罪
刑法159条（私文書偽造行使等）と160条（虚偽診断書等作成）の文書又は図画を行使した者は、その文書若しくは図画を偽造し、若しくは変造し、又は虚偽の記載をした者と同一の刑に処せられる（刑法161条1項）。未遂も罰せられる（刑法161条2項）。
文書偽造の罪における「行使」の意味については#偽造公文書行使等罪を参照。

#### 電磁的記録不正作出及び供用罪
- 人の事務処理を誤らせる目的で、その事務処理の用に供する権利、義務又は事実証明に関する電磁的記録を不正に作った場合、5年以下の拘禁刑または50万円以下の罰金に処される（刑法161条の2第1項）。
- 電磁的記録が公務所または公務員により作られるべき電磁的記録であった場合、10年以下の拘禁刑または100万円以下の罰金に処される（刑法161条の2第2項）。
- 不正に作られた権利、義務又は事実証明に関する電磁的記録を、人の事務処理を誤らせる目的で、人の事務処理の用に供した場合、不正作出と同様に処罰される（刑法161条の2第3項）。また、未遂も処罰される（同条第4項）。

## 文献情報
- 松澤伸、「文書偽造罪の保護法益と「公共の信用」の内容 -最近の判例を素材として- 」『早稲田法学』 2007年 82巻 2号 p.31-69, ISSN 0389-0546, NAID 120001941684, 早稲田大学法学会
- 林陽一「文書という制度について : 文書偽造罪の保護法益(一)(岩間昭道先生退官記念号)」『千葉大学法学論集』第23巻第1号、千葉大学法学会, 千葉大学総合政策学会、2008年9月、201-244頁、NAID 110007326617。 ※((二)以降未刊)
- 髙田毅、「文書偽造罪における有形偽造概念」 学位論文 学位記番号:人社修126号, 2009年, 弘前大学